# A priori
A priori is wat van tevoren gegeven is, voorafgaand aan de ervaring of onafhankelijk van de ervaring. Meer in het bijzonder heeft dit betrekking op vaststellingen en/of oordelen die onafhankelijk van de zintuiglijke indrukken uitgesproken worden, ofwel zonder onderzoek. 
De termen a priori en a posteriori werden voor zover bekend voor het eerst gebruikt in de 14e eeuw in teksten van de scholastieke filosoof Albert van Rickmersdorf. Immanuel Kant maakte gebruik van de term in zijn werk Kritik der reinen Vernunft om te verwijzen naar vormen en categorieën die de ervaring mogelijk maken en die dus zelf buiten de ervaring staan. Het wordt gebruikt voor logica die bestaat zonder argumentatie vanuit het resultaat, ofwel informatie die bestaat los van de ervaring met de zintuiglijke werkelijkheid. 
Het onderscheid tussen a posteriori en a priori valt grotendeels samen met het onderscheid tussen empirische en theoretische kennis.

## Voorbeelden
Drie voorbeelden van a priori begrippen:
1. De driedimensionale wijze van zien verklaart waarom je spreekt van dichtbij en veraf, onder en boven, links en rechts
2. Oorzakelijkheid verklaart waarom bij gebeurtenissen automatisch wordt gevraagd naar de oorzaak
3. Substantie verklaart waarom indrukken worden toegewezen aan dragers daarvan, ordenen door middel van taalmiddelen

## Andere betekenissen
Het begrip a priori is ook van belang bij de kansrekening, met name bij het theorema van Bayes.